# Volker Nökel
Volker Nökel (* 27. Juni 1949 in Dortmund) ist ein deutscher Autor, Comiczeichner und Illustrator.

## Leben und Karriere
Volker Nökel gehört seit 1989 zum Team von Brösels „Werner“ Comics. Er ist heute noch als Zeichner und Colorist tätig. Im Werner-Film „Werner – Volles Rooäää!!!“ übernahm Nökel die Synchronstimme des Bauamtleiters Schmiermich. Seit einigen Jahren ist er auch mit eigenen Comics erfolgreich. Unter anderem erschienen im Achterbahn-Verlag die Taschenbücher „Braumeisterküche“, „Leib-Gerichte“, „Chicken Fun“ und „Ach du dickes Ei! Es stimmt ja doch: Hühner sind auch nur Menschen!“ Neu im Sortiment seit August 2010 ist das Buch: Linda & Konsorten vom ABL-Verlag. Ferner ist eine Comic Serie „Heinz der Stier“ mit und über Heinz Hoenig geplant.
Nökel entwarf auch die Zeichenfigur „Korni“, die seit 2016 das Maskottchen der Probsteier Korntage ist.
Nökel lebt seit 1961 in Schleswig-Holstein und hat sein Büro in der Kieler Werftbahnstraße, in dem bereits die Achterbahn AG beheimatet war. Er ist geschieden und hat 2 Kinder.